# Xu Fuguan
Xu Fuguan (ur. 31 stycznia 1904, zm. 1 kwietnia 1982) – chiński myśliciel i filozof neokonfucjański.

## Życiorys
Urodził się w prowincji Hubei, w ubogiej rodzinie chłopskiej. Odebrał staranne wykształcenie, z nadzieją pracy w charakterze nauczyciela, bieda zmusiła go jednak do służby w wojsku. W latach 1930–1931 studiował nauki wojskowe w Japonii, gdzie, pod wpływem pism Hajime Kawakamiego, zwrócił się ku marksizmowi. W trakcie wojny chińsko-japońskiej (1937–1945) przez pewien czas przebywał jako wysłannik Czang Kaj-szeka w bazie komunistów w Yan’anie.
W 1944 roku poznał w Chongqingu Xionga Shili, pod wpływem którego zwrócił się ku studiom konfucjańskim. Po przejęciu władzy przez komunistów w 1949 roku uciekł wraz z rządem kuomintangowskim na Tajwan, gdzie pracował jako redaktor w gazecie Minzhu pinglun i od 1955 roku wykładał literaturę chińską na Tunghai University. Ze względu na coraz ostrzejszą krytykę władzy został w 1969 roku usunięty z uczelni i zmuszony do opuszczenia kraju. Wyemigrował do Hongkongu, gdzie został wykładowcą New Asia College. Wśród jego prac znajdują się m.in. Xueshu yu zhengzhi zhijian (1956), Zhongguo yishu jingshen (1966) i trzytomowa Lianghan sixiangshi (1972–1979). 
Ujmując całościowo dzieje chińskiej myśli, Xu wskazywał na naczelne miejsce konfucjanizmu, krytykując współczesne sobie tendencje do jego marginalizacji i wszechobecnej okcydentalizacji kultury. Za najważniejsze dla filozofii uważał wypływające z konfucjanizmu nauki na temat natury ludzkiej. Dostrzegając potrzebę modernizacji i przyswojenia pewnych elementów kultury zachodniej, głosił jednak jej kompleksową krytykę, odrzucając m.in. demokrację, psychoanalizę, komunizm i pozytywizm logiczny. Wskazując na zbieżność pewnych pojęć w chrześcijaństwie i konfucjanizmie, np. miłości z ren, Xu akcentował jednak dzielące obydwa systemy fundamentalne różnice, m.in. brak pojęcia Boga w filozofii chińskiej czy rozbieżność chrześcijańskiego ekskluzywizmu z konfucjańskim inkluzywizmem.